# Honda Logo
La Honda Logo est une citadine fabriquée par le constructeur automobile japonais Honda entre 1996 et 2001. Elle a été disponible en version 3 portes et 5 portes hayon. Elle est la remplaçante de la Honda City et la prédécesseur de la Honda Fit.

## Moteur
La Honda Logo est équipée d'un moteur Honda série D avec 2 ou 4 soupapes. Une transmission à variation de vitesse mécanique est utilisé pour tirer le meilleur parti de la capacité de couples du moteur et d'offrir également une forte économie de carburant.

## Ventes
Les ventes de la Honda Logo n'ont pas été particulièrement élevées, cependant selon un sondage datant de décembre 2001, elle est la voiture qui satisfait le plus les consommateurs[Où ?][précision nécessaire].

## Sécurité
La Honda Logo a été testée par Euro NCAP en 2001 et a obtenu un score de 17. Elle obtient néanmoins une note de 14 pour la protection des piétons.